# Vách đá Moher

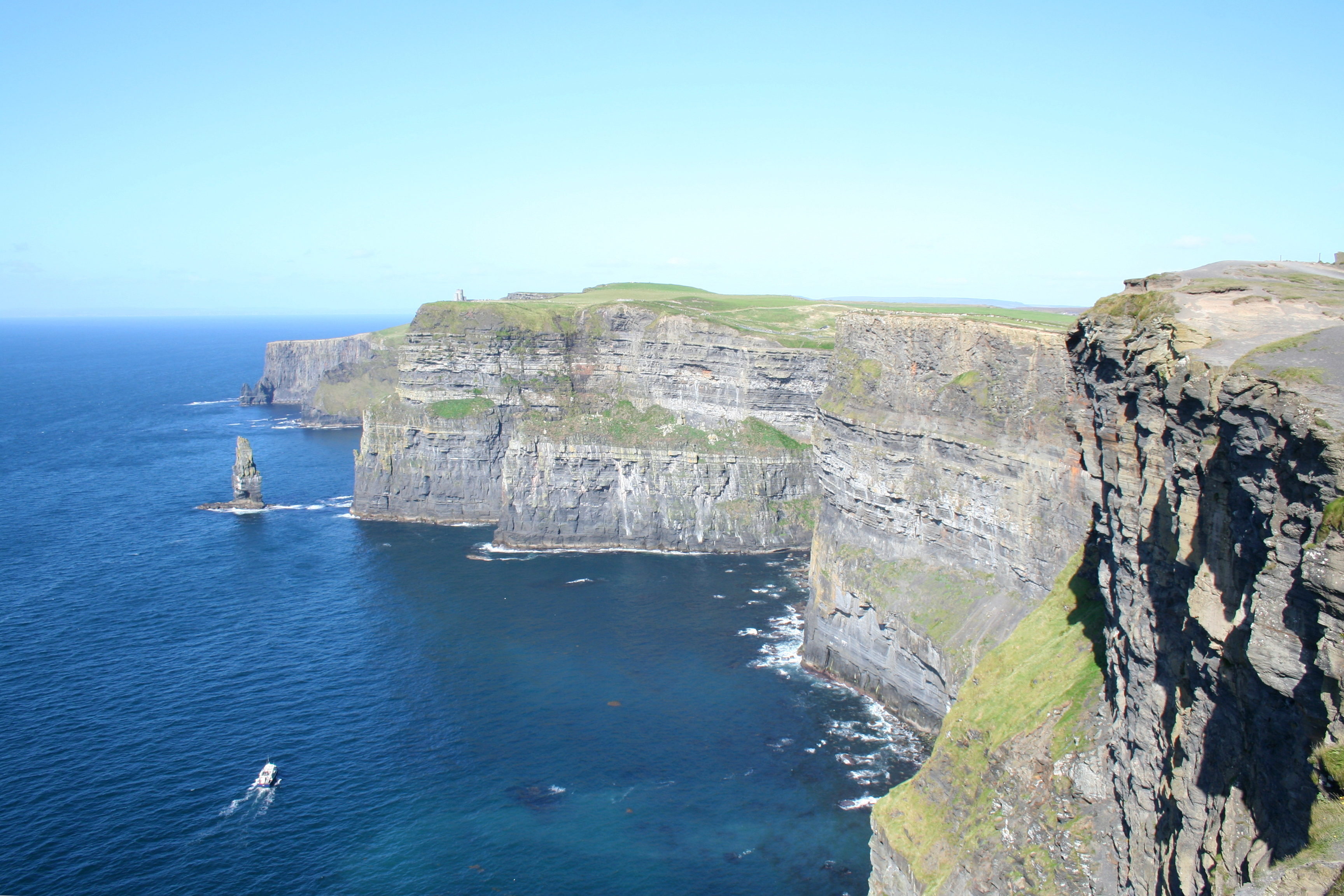
Nhìn về phía bắc đến O'Brien's Tower

Vách đá Moher (tiếng Ailen: Aillte an Mhothair, còn được gọi là các vách đá của mohair) nằm trong các giáo xứ của Liscannor ở rìa phía nam-tây của khu vực Burren gần Doolin, ở hạt Clare, Cộng hòa Ireland.
Các vách đá cao 120 mét (390 ft) trên Đại Tây Dương tại Hag's Head (tiếng Ailen: Ceann na Cailleach), và đạt độ cao tối đa của 214 mét (702 ft) ở phía bắc của O'Brien's Tower, cách đó tám km 2. Cảnh quan từ các vách đá thu hút gần một triệu du khách mỗi năm. Vào ngày trời trong, quần đảo Aran có thể nhìn thấy trong vịnh Galway, như là các thung lũng, đồi núi của Connemara và Loop Head ở phía nam.
Liên quan: Là nơi Westlife quay MV cho hit đình đám trong sự nghiệp của họ My Love